# Serjania divaricocca
Serjania divaricocca é uma espécie de planta do gênero Serjania e da família Sapindaceae. 

## Taxonomia
A espécie foi descrita em 2001. O espécime-tipo foi coletado no município de  Santa Teresa, Valssugana Velha, Estação Biológica de Santa Lucia, na margem oeste do Rio Tingui, abaixo de uma cachoeira no Alto do Itapinhoa. 

## Forma de vida
É uma espécie terrícola e trepadeira. 

## Descrição
| Caule                            | Caule                                                                        |
| -------------------------------- | ---------------------------------------------------------------------------- |
| caule                            | triangular                                                                   |
| seção transversal do caule       | 1 vascular cilindro central maior e 3 a 5 cilindro vascular periférico menor |
| indumento do caule               | glabro                                                                       |
| Folha                            |                                                                              |
| folha                            | biternada                                                                    |
| pecíolo                          | nu                                                                           |
| raque foliar                     | nua                                                                          |
| estípula                         | triangular                                                                   |
| margem                           | serreado                                                                     |
| Inflorescência                   |                                                                              |
| inflorescência                   | tirso racemiforme                                                            |
| Flor                             |                                                                              |
| número de sépalas                | 5                                                                            |
| indumento da sépala              | puberulenta                                                                  |
| disco lobo                       | 4                                                                            |
| forma do disco posterior do lobo | ovoide                                                                       |
| Fruto                            |                                                                              |
| lóculo do mericarpo              | não achatado                                                                 |
| ala do mericarpo                 | basal desenvolvida                                                           |
| indumento                        | glabro                                                                       |
| Semente                          |                                                                              |
| forma da semente                 | sub lenticular                                                               |

## Conservação
A espécie faz parte da Lista Vermelha das espécies ameaçadas do estado do Espírito Santo, no sudeste do Brasil. A lista foi publicada em 13 de junho de 2005 por intermédio do decreto estadual nº 1.499-R. 

## Distribuição
A espécie é encontrada no estado brasileiro de Espírito Santo. 
Em termos ecológicos, é encontrada no domínio fitogeográfico de Mata Atlântica, em regiões com vegetação de floresta ombrófila pluvial.